# 판치목
판치목(板歯目, Placodontia 플라코돈티아[*])은 기룡상목에 딸린 해양 파충류의 한 목이다. 트라이아스기 말기에 번성하다가 트라이아스기가 끝날때쯤 멸종했다. 이 목의 동물들을 통틀어 판치류(板歯類, Placodont 플라코돈트[*])라 한다. 판치류의 몸 길이는 대략 1미터에서 2미터 사이였고, 개중에 큰 것은 3미터 정도 하는 것도 있었다.
그 화석이 최초로 발견된 것은 1830년이고, 그 이후 중앙유럽, 북아프리카, 중근동, 중국 등지에서 발견되고 있다.